# Kritsada Namsuwan
Namsuwan Krisada ou Kritsada Namsuwan (né le 9 décembre 1994) est un athlète thaïlandais, spécialiste du 100 m.

## Carrière
Il participe aux Championnats du monde jeunesse 2011 à Lille et termine 3e des séries.
Son record personnel est de 10 s 41 obtenu le 12 juin 2017 à Bangkok. Aux Jeux asiatiques de 2014 à Incheon, il fait partie du relais 4 x 100 m qui court en 39 s 08 (4e). Il remporte la médaille d'argent du relais 4 x 100 m lors des Championnats d'Asie 2017 à Bhubaneswar.

## Palmarès
| Date | Compétition                 | Lieu        | Résultat | Épreuve   | Temps   |
| ---- | --------------------------- | ----------- | -------- | --------- | ------- |
| 2012 | Championnats d'Asie juniors | Colombo     | 1er      | 4 x 100 m | 40 s 21 |
| 2014 | Jeux asiatiques             | Incheon     | 4e       | 4 x 100 m | 39 s 08 |
| 2017 | Championnats d'Asie         | Bhubaneswar | 2e       | 4 x 100 m | 39 s 38 |
| 2017 | Universiade                 | Taipei      | 5e       | 4 x 100 m | 39 s 22 |